# Бенгтсфорс
Бенгтсфорс (швед. Bengtsfors) — містечко (tätort, міське поселення) у центральній Швеції в лені Вестра-Йоталанд. Адміністративний центр комуни  Бенгтсфорс.

## Географія
Містечко знаходиться у північно-західній частині лена Вестра-Йоталанд за 411 км на захід від Стокгольма.

## Історія
У 1926 році Бенгтсфорс отримав статус чепінга.

## Герб міста
Герб було розроблено для торговельного містечка (чепінга) Бенгтсфорс. Отримав королівське затвердження 1946 року.
Сюжет герба: у червоному полі срібний двохпролітний міст, над ним — такий же кадуцей.
Міст вказує на старий міст у Бенгтсфорсі. Кадуцей уособлює торгівлю.
Після адміністративно-територіальної реформи, проведеної в Швеції на початку 1970-х років, муніципальні герби стали використовуватися лишень комунами. Цей герб був 1971 року перебраний для нової комуни Бенгтсфорс.

## Населення
Населення становить 3 249 мешканців (2018). 

## Економіка
З 1965 до 1999 року у Бенгтсфорсі мала свої виробничі цехи автомобілебудівна компанія Volvo Cars.

## Спорт
У поселенні базується футбольний клуб Бенгтсфорс ІФ та інші спортивні організації. 

## Галерея

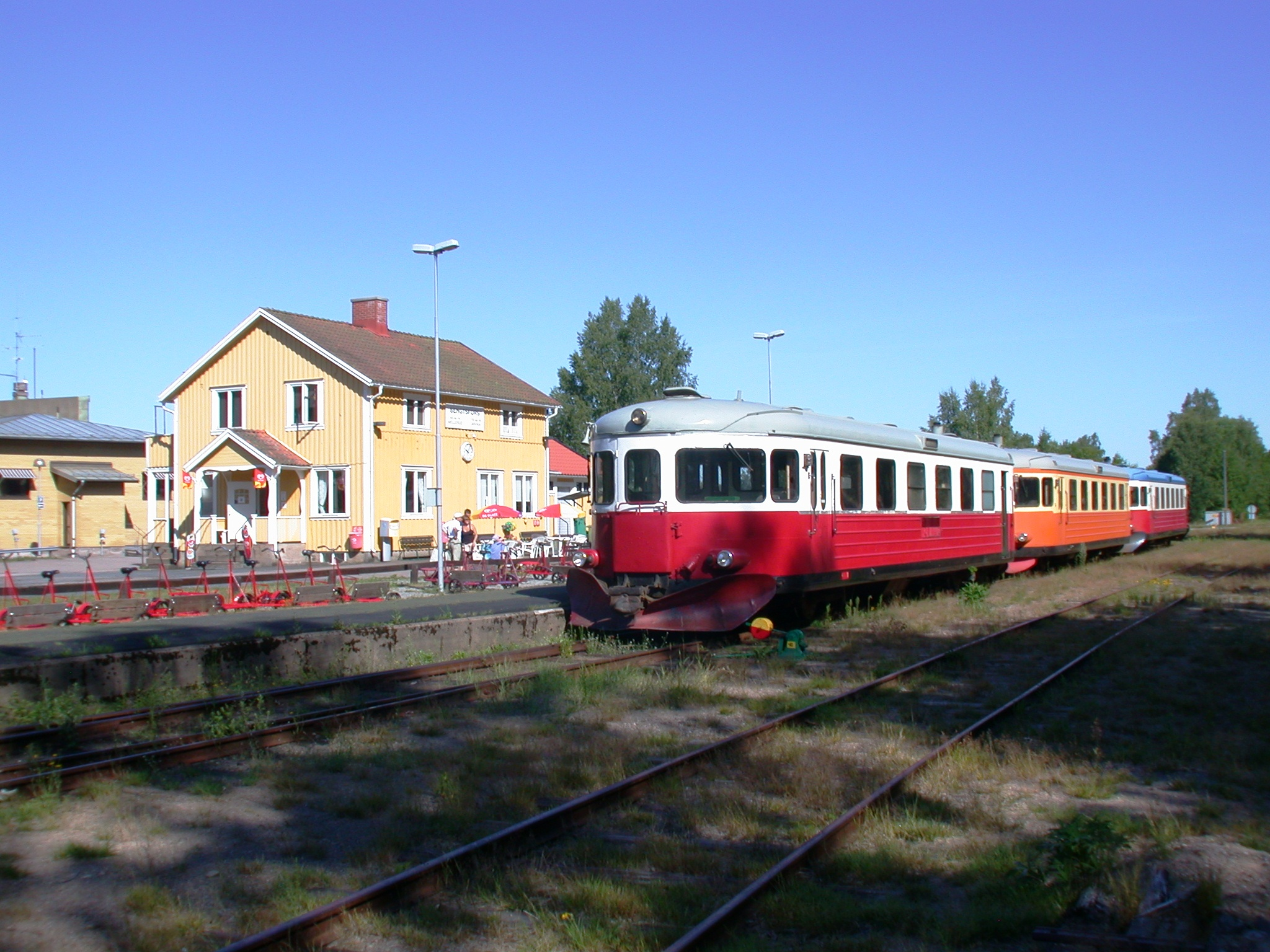
Залізнична станція
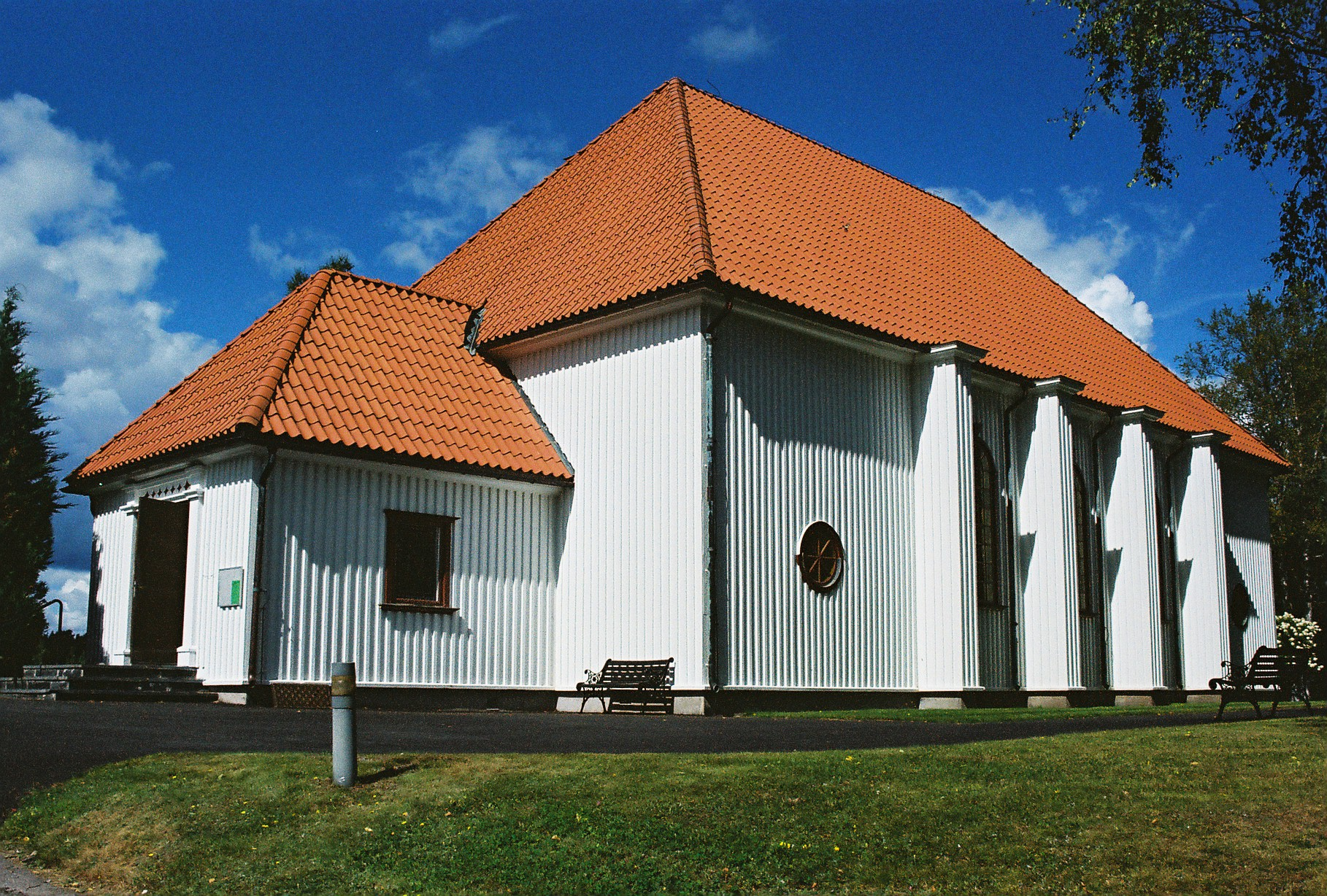
Церква

## Покликання
- Сайт комуни Бенгтсфорс [Архівовано 28 травня 2022 у Wayback Machine.]